# Ebo californicus
Ebo californicus är en spindelart som först beskrevs av Willis J. Gertsch 1933.  Ebo californicus ingår i släktet Ebo och familjen snabblöparspindlar. Inga underarter finns listade i Catalogue of Life.